# Frank Brendecke
Frank Brendecke (ur. 23 lutego 1966 w Chemnitz) – niemiecki kierowca wyścigowy.

## Życiorys
Karierę w wyścigach samochodów jednomiejscowych rozpoczął w 1987 roku od startów w Formule Easter. W 1989 roku, ścigając się MT 77, zajął szóste miejsce w klasie II (LK II) mistrzostw NRD. Rok później wystartował w wyścigu na torze Schleizer Dreieckrennen w ramach Pucharu Pokoju i Przyjaźni. Brendecke nie ukończył tego wyścigu.
Po zjednoczeniu Niemiec ścigał się w Formule Euro Cup. W tym celu Brendecke zakupił prototypowego Melkusa ML90 i wyposażył go w silnik Opla. W 1992 roku został wicemistrzem serii, w sezonie 1995 był ósmy, a w 1996 roku dwunasty. W 1997 roku na koniec sezonu był szósty, ale został zdyskwalifikowany z klasyfikacji generalnej.
W 1998 roku Brendecke zmienił pojazd na Dallarę F393 i rozpoczął rywalizację w Austriackiej Formule 3. W swoim pierwszym sezonie zajął trzynaste miejsce w klasyfikacji. W sezonie 1999 po raz pierwszy stanął na podium, zajmując trzecie miejsce w wyścigu na torze Most. Na koniec sezonu był natomiast dziewiąty. W 2000 roku zdobył kolejne podium, co miało miejsce podczas wyścigu na torze Grobnik. W 2002 roku Niemiec wygrał wyścig w Moście, zdobył cztery podia i zajął piąte miejsce w klasyfikacji końcowej, a także trzecie w Trofeum Formuły 3. W 2003 roku zmienił samochód na Dallarę F300 i zajął w mistrzostwach Austrii szóste miejsce. Jednocześnie w tym samym roku zadebiutował w Niemieckiej Formule 3, kończąc mistrzostwa na dwudziestym miejscu. W trakcie następnego sezonu zmienił samochód na Dallarę F302, a na koniec sezonu był siedemnasty. W 2005 roku po raz ostatni uczestniczył w Niemieckiej i Austriackiej Formule 3.

## Wyniki
| Legenda oznaczeń w tabelach wyników Wyświetl szablon na nowej stronie | Legenda oznaczeń w tabelach wyników Wyświetl szablon na nowej stronie                                                                     |
| Oznaczenie                                                            | Wyjaśnienie |
| --------------------------------------------------------------------- | --- |
| Złoty                                                                 | Zwycięzca lub mistrzostwo |
| Srebrny                                                               | 2. miejsce lub wicemistrzostwo |
| Brązowy                                                               | 3. miejsce lub II wicemistrzostwo |
| Zielony                                                               | Ukończył, punktował (w klasyfikacji generalnej, gdy zdobył co najmniej jeden punkt na przestrzeni sezonu, poza trzema powyższymi opcjami) |
| Niebieski                                                             | Ukończył, nie punktował (w klasyfikacji generalnej, gdy nie zdobył co najmniej jednego punktu na przestrzeni sezonu)                      |
| Czerwony                                                              | Nie zakwalifikował się (NZ) |
| Czerwony                                                              | Nie prekwalifikował się (NPK) |
| Różowy                                                                | Nie ukończył (NU) |
| Różowy                                                                | Niesklasyfikowany (NS) (w klasyfikacji generalnej, gdy nie został sklasyfikowany w żadnym wyścigu sezonu)                                 |
| Czarny                                                                | Zdyskwalifikowany (DK) |
| Czarny                                                                | Wykluczony (WYK/EX) |
| Biały                                                                 | Nie wystartował (NW) |
| Biały                                                                 | Kontuzjowany (K/INJ) |
| Biały                                                                 | Wyścig odwołany (OD/C) |
| Bez koloru                                                            | Został wycofany (WYC/WD) |
| Bez koloru                                                            | Nie przybył (NP/DNA) |
| Bez koloru                                                            | Nie brał udziału w treningach (NT/DNP) |
| Bez koloru                                                            | Nie został zgłoszony (–) |
| Pogrubienie                                                           | Start z pole position |
| Kursywa                                                               | Najszybsze okrążenie wyścigu |
| †                                                                     | Nie ukończył, ale jego rezultat został zaliczony ze względu na przejechanie więcej niż 90% dystansu wyścigu.                              |
| *                                                                     | Sezon w trakcie |
| 1/2/3                                                                 | Punktowana pozycja w sprincie kwalifikacyjnym                                                                                             |
| Lista systemów punktacji Formuły 1                                    | |

### Puchar Pokoju i Przyjaźni
| Rok  | Samochód | Silnik | Wyniki w poszczególnych eliminacjach | Wyniki w poszczególnych eliminacjach | Wyniki w poszczególnych eliminacjach | Wyniki w poszczególnych eliminacjach | Pkt. | Msc. |
| ---- | -------- | ------ | ------------------------------------ | ------------------------------------ | ------------------------------------ | ------------------------------------ | ---- | ---- |
| 1990 |          |        | Polska                               | Czechosłowacja                       |                                      |                                      | 0    | NS   |
| 1990 | MT 77    | Łada   | -                                    | -                                    | -                                    | NU                                   | 0    | NS   |

### Austriacka Formuła 3
| Rok  | Zespół               | Samochód     | Silnik | Wyniki w poszczególnych eliminacjach | Wyniki w poszczególnych eliminacjach | Wyniki w poszczególnych eliminacjach | Wyniki w poszczególnych eliminacjach | Wyniki w poszczególnych eliminacjach | Wyniki w poszczególnych eliminacjach | Wyniki w poszczególnych eliminacjach | Wyniki w poszczególnych eliminacjach | Wyniki w poszczególnych eliminacjach | Wyniki w poszczególnych eliminacjach | Wyniki w poszczególnych eliminacjach | Wyniki w poszczególnych eliminacjach | Wyniki w poszczególnych eliminacjach | Wyniki w poszczególnych eliminacjach | Wyniki w poszczególnych eliminacjach | Wyniki w poszczególnych eliminacjach | Wyniki w poszczególnych eliminacjach | Wyniki w poszczególnych eliminacjach | Pkt. | Msc. |
| ---- | -------------------- | ------------ | ------ | ------------------------------------ | ------------------------------------ | ------------------------------------ | ------------------------------------ | ------------------------------------ | ------------------------------------ | ------------------------------------ | ------------------------------------ | ------------------------------------ | ------------------------------------ | ------------------------------------ | ------------------------------------ | ------------------------------------ | ------------------------------------ | ------------------------------------ | ------------------------------------ | ------------------------------------ | ------------------------------------ | ---- | ---- |
| 1998 |                      |              |        | Austria                              | Austria                              | Niemcy                               | Niemcy                               | Czechy                               | Czechy                               | Czechy                               | Czechy                               | Czechy                               | Czechy                               | Austria                              | Austria                              | Czechy                               | Czechy                               | Niemcy                               |                                      |                                      |                                      | 28   | 13   |
| 1998 | Jenichen Motorsport  | Dallara F393 | Opel   | NW                                   | 13                                   | -                                    | -                                    | 10                                   | 6                                    | NU                                   | 4                                    | 8                                    | 8                                    | 8                                    | 10                                   | 11                                   | 11                                   | 10                                   |                                      |                                      |                                      | 28   | 13   |
| 1999 |                      |              |        | Austria                              | Austria                              | Czechy                               | Czechy                               | Czechy                               | Czechy                               | Czechy                               | Czechy                               | Chorwacja                            | Chorwacja                            | Chorwacja                            | Chorwacja                            | Czechy                               | Czechy                               | Niemcy                               |                                      |                                      |                                      | 43   | 9    |
| 1999 | Frank Brendecke      | Dallara F393 | Opel   | -                                    | -                                    | 7                                    | 8                                    | 9                                    | 9                                    | 3                                    | 8                                    | 5                                    | 7                                    | 11                                   | 14                                   | 9                                    | 8                                    | -                                    |                                      |                                      |                                      | 43   | 9    |
| 2000 |                      |              |        | Austria                              | Austria                              | Czechy                               | Czechy                               | Austria                              | Austria                              | Czechy                               | Czechy                               | Chorwacja                            | Chorwacja                            | Chorwacja                            | Chorwacja                            | Austria                              | Austria                              | Niemcy                               | Niemcy                               |                                      |                                      | 20   | 15   |
| 2000 | Frank Brendecke      | Dallara F393 | Opel   | -                                    | -                                    | 7                                    | 8                                    | NW                                   | NW                                   | NW                                   | -                                    | NU                                   | 6                                    | 10                                   | 3                                    | -                                    | -                                    | -                                    | -                                    |                                      |                                      | 20   | 15   |
| 2001 |                      |              |        | Austria                              | Austria                              | Austria                              | Austria                              | Czechy                               | Czechy                               | Chorwacja                            | Chorwacja                            | Chorwacja                            | Chorwacja                            | Austria                              | Austria                              | Niemcy                               | Niemcy                               |                                      |                                      |                                      |                                      | 38   | 9    |
| 2001 | Frank Brendecke      | Dallara F393 | Opel   | 5                                    | 5                                    | DK                                   | 6                                    | 7                                    | 7                                    | DK                                   | NW                                   | -                                    | -                                    | 5                                    | DK                                   | -                                    | -                                    |                                      |                                      |                                      |                                      | 38   | 9    |
| 2002 |                      |              |        | Austria                              | Austria                              | Austria                              | Austria                              | Niemcy                               | Niemcy                               | Czechy                               | Czechy                               | Czechy                               | Czechy                               | Czechy                               | Czechy                               | Niemcy                               | Niemcy                               | Niemcy                               | Niemcy                               |                                      |                                      | 89   | 5    |
| 2002 | Frank Brendecke      | Dallara F393 | Opel   | 4                                    | 4                                    | -                                    | -                                    | -                                    | -                                    | 3                                    | 1                                    | DK                                   | 4                                    | 3                                    | 2                                    | -                                    | -                                    | -                                    | -                                    |                                      |                                      | 89   | 5    |
| 2003 |                      |              |        | Niemcy                               | Niemcy                               | Niemcy                               | Niemcy                               | Austria                              | Austria                              | Austria                              | Austria                              | Niemcy                               | Niemcy                               | Czechy                               | Czechy                               | Austria                              | Austria                              | Czechy                               | Czechy                               | Austria                              | Austria                              | 108  | 6    |
| 2003 | Brendecke Motorsport | Dallara F300 | Opel   | 5                                    | 6                                    | 5                                    | 5                                    | -                                    | -                                    | -                                    | -                                    | 4                                    | 2                                    | 2                                    | 4                                    | 6                                    | 5                                    | -                                    | -                                    | 7                                    | 4                                    | 108  | 6    |
| 2005 |                      |              |        | Czechy                               | Czechy                               | Niemcy                               | Niemcy                               | Niemcy                               | Niemcy                               | Niemcy                               | Niemcy                               | Austria                              | Austria                              | Niemcy                               | Niemcy                               |                                      |                                      |                                      |                                      |                                      |                                      | 30   | 10   |
| 2005 | FBR                  | Dallara F304 | Opel   | -                                    | -                                    | -                                    | -                                    | -                                    | -                                    | 2                                    | 2                                    | -                                    | -                                    | -                                    | -                                    |                                      |                                      |                                      |                                      |                                      |                                      | 30   | 10   |

### Niemiecka Formuła 3
| Rok  | Zespół               | Samochód     | Silnik | Wyniki w poszczególnych eliminacjach | Wyniki w poszczególnych eliminacjach | Wyniki w poszczególnych eliminacjach | Wyniki w poszczególnych eliminacjach | Wyniki w poszczególnych eliminacjach | Wyniki w poszczególnych eliminacjach | Wyniki w poszczególnych eliminacjach | Wyniki w poszczególnych eliminacjach | Wyniki w poszczególnych eliminacjach | Wyniki w poszczególnych eliminacjach | Wyniki w poszczególnych eliminacjach | Wyniki w poszczególnych eliminacjach | Wyniki w poszczególnych eliminacjach | Wyniki w poszczególnych eliminacjach | Wyniki w poszczególnych eliminacjach | Wyniki w poszczególnych eliminacjach | Wyniki w poszczególnych eliminacjach | Wyniki w poszczególnych eliminacjach | Pkt. | Msc. |
| ---- | -------------------- | ------------ | ------ | ------------------------------------ | ------------------------------------ | ------------------------------------ | ------------------------------------ | ------------------------------------ | ------------------------------------ | ------------------------------------ | ------------------------------------ | ------------------------------------ | ------------------------------------ | ------------------------------------ | ------------------------------------ | ------------------------------------ | ------------------------------------ | ------------------------------------ | ------------------------------------ | ------------------------------------ | ------------------------------------ | ---- | ---- |
| 2003 |                      |              |        | Niemcy                               | Niemcy                               | Niemcy                               | Niemcy                               | Niemcy                               | Niemcy                               | Niemcy                               | Niemcy                               | Niemcy                               | Niemcy                               | Austria                              | Austria                              | Austria                              | Austria                              | Niemcy                               | Niemcy                               |                                      |                                      | 4    | 20   |
| 2003 | Brendecke Motorsport | Dallara F300 | Opel   | 10                                   | 13                                   | 11                                   | 11                                   | 10                                   | 9                                    | 13                                   | 13                                   | 12                                   | 14                                   | 13                                   | 12                                   | 19                                   | 13                                   | 13                                   | 13                                   |                                      |                                      | 4    | 20   |
| 2004 |                      |              |        | Niemcy                               | Niemcy                               | Niemcy                               | Niemcy                               | Holandia                             | Holandia                             | Niemcy                               | Niemcy                               | Niemcy                               | Niemcy                               | Niemcy                               | Niemcy                               | Niemcy                               | Niemcy                               | Niemcy                               | Niemcy                               | Niemcy                               | Niemcy                               | 6    | 17   |
| 2004 | FBR                  | Dallara F300 | Opel   | NU                                   | 11                                   | 13                                   | 13                                   | 7                                    | 9                                    | 17                                   | NU                                   | 16                                   | 17                                   | 12                                   | 14                                   | -                                    | -                                    | -                                    | -                                    | -                                    | -                                    | 6    | 17   |
| 2004 | FBR                  | Dallara F302 | Opel   | -                                    | -                                    | -                                    | -                                    | -                                    | -                                    | -                                    | -                                    | -                                    | -                                    | -                                    | -                                    | NU                                   | 12                                   | 16                                   | 17                                   | 13                                   | 17                                   | 6    | 17   |
| 2005 |                      |              |        | Niemcy                               | Niemcy                               | Niemcy                               | Niemcy                               | Niemcy                               | Niemcy                               | Niemcy                               | Niemcy                               | Niemcy                               | Niemcy                               | Niemcy                               | Niemcy                               | Holandia                             | Holandia                             | Niemcy                               | Niemcy                               | Niemcy                               | Niemcy                               | 0    | 34   |
| 2005 | FBR                  | Dallara F302 | Opel   | 16                                   | 15                                   | -                                    | -                                    | -                                    | -                                    | 14                                   | 14                                   | -                                    | -                                    | -                                    | -                                    | -                                    | -                                    | -                                    | -                                    | -                                    | -                                    | 0    | 34   |